# Landschap met ruïnes, vee en herten
Landschap met ruïnes, vee en herten, vroeger ook De fabel van het hert tussen de koeien genoemd, is een schilderij van Roelant Savery in het Bonnefantenmuseum in Maastricht.

## Voorstelling
Het stelt een heuvelachtig landschap voor met links en rechts weelderig begroeide ruïnes. Tussen deze ruïnes is allerlei soorten vee te zien. Links stro-etende muilezels, rechts waterdrinkende koeien en middenachter twee geiten. Helemaal rechts lijken een hert en een hinde – normaal gesproken geen vee – stiekem met de koeien mee te drinken. De twee herders die middenachter op de grond liggen hebben niets in de gaten.

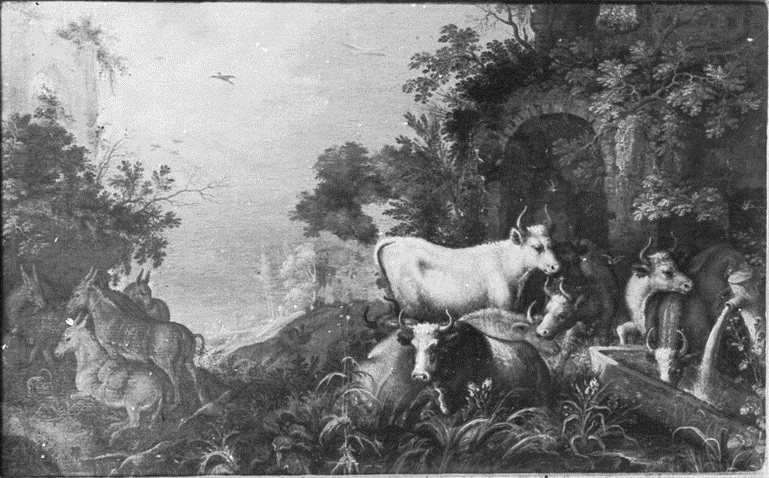
Roelant Savery. Berglandschap met dieren. 1618. Mosigkau, Schloss Mosigkau. Opname uit 1936.

Vanwege het hert en de hinde werd deze voorstelling lange tijd als uitbeelding van een fabel van de Griekse schrijver Aesopus gezien. Hierin vindt een mannetjeshert op de vlucht voor enkele jagers een veilig heenkomen in een koeienstal. De koeien staan dit toe en de luie knecht merkt er niets van. Het hert wordt uiteindelijk ontdekt door de boer, die hem daarna laat slachten. In de literatuur wordt deze interpretatie over het algemeen aanvaardt, op Kurt Erasmus en Yvonne Thiéry na. Kunsthistorica Yvette Bruijnen wijst echter op een aantal verschillen met de fabel. Er is geen sprake van een koeiestal. Er is naast een hert ook een hinde aanwezig. En geiten en muilezels komen in de fabel niet voor. Daarnaast zijn van Savery een groot aantal dierenschilderijen bekend zonder verband met een specifieke fabel of verhaal.

## Toeschrijving en datering

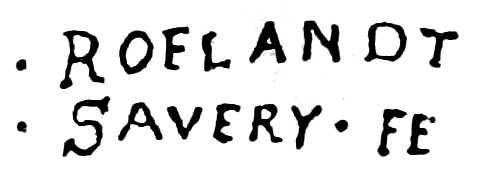
Signatuur

Het schilderij is linksonder gesigneerd ‘·ROELANDT / ·SAVERY· FE[CIT]’ (Roelandt Savery heeft [dit] gemaakt). De voorstelling is nauw verwant aan twee andere schilderijen van Savery: één in de verzameling Müllenmeister in Solingen (gedateerd 1614) en één in Schloss Mosigkau (gedateerd 1618; verloren gegaan). Kurt Erasmus dateerde de versie in Maastricht omstreeks 1618 op grond van overeenkomsten met het exemplaar in Mosigkau. Volgens Kurt Müllenmeister is het werk enkele jaren jonger (ca. 1621) en is het van deze groep het beste exemplaar.

## Herkomst
Het werk werd in februari 1889 voor 250 gulden gekocht door het Rijksmuseum Amsterdam bij kunsthandel C.L.C. Voskuil in Nieuwer-Amstel. In 2002 werd het in bruikleen afgestaan aan het Bonnefantenmuseum in Maastricht.